# Jean-Louis Gassée
Ne doit pas être confondu avec le joueur puis l'entraîneur de football Jean-Louis Gasset.
 (septembre 2012).
Si vous disposez d'ouvrages ou d'articles de référence ou si vous connaissez des sites web de qualité traitant du thème abordé ici, merci de compléter l'article en donnant les références utiles à sa vérifiabilité et en les liant à la section « Notes et références ».
Jean-Louis Gassée, né à Paris le 24 mars 1944, est l'un des cadres dirigeants d'Apple de 1981 à 1990. Il est aussi connu pour avoir créé Be, la société qui développe le système d'exploitation BeOS.

## Biographie
Il fait ses études d'informatique à la Faculté des sciences d'Orsay. Sa carrière débute en 1968 en France chez Hewlett-Packard  puis dans la filiale européenne et enfin en Amérique latine. En 1974, il part redresser la filiale française du constructeur informatique Data General. Il dirige aussi la filiale informatique française Exxon Office Systems du pétrolier Exxon.

### Apple
Fin 1980, Apple lui propose de mettre sur pied sa filiale française et il en fait la plus prospère de toutes.
À l'invitation de John Sculley, PDG d'Apple, il part aux États-Unis pour prendre la direction de la division matériel à Cupertino en Californie.

### Be
En 1990, il quitte Apple, accompagné par Steve Sakoman (en) et plusieurs ingénieurs et cadres, et fonde Be afin de développer un système d'exploitation, BeOS, adapté au multimédia. En 1999, l'entreprise est introduite au NASDAQ sous le titre de BEOS. Durant plusieurs années, il tente de placer BeOS sur une niche. C'est un échec commercial et, en novembre 2001, la propriété intellectuelle de Be est vendue à Palm pour onze millions de dollars.
Parallèlement à la direction de Be, il siège au conseil d'administration de plusieurs entreprises dont ceux de Cray, Logitech, 3Com et PalmSource.
De 1995 à 2003, il écrit une chronique hebdomadaire pour Libération où il évoque la vie d'un Français dans la Silicon Valley. Il écrit également dans plusieurs journaux américains et japonais.

### L'après-Be
Depuis le 2 novembre 2004, il occupe un poste de direction chez PalmSource. Il est également membre du conseil d'administration d'Allegis (avril 2003), et a fait partie de ceux d' Electronics For Imaging (en) et de Vaience. Il est brièvement PDG de Computer Access Technology Corporation (CATC).

## Famille
En mars 2009, Jean-Louis Gassée est marié, il a trois enfants et habite Palo Alto en Californie.

## Distinctions
- Chevalier de l'ordre national du Mérite (1998)